# Europa Philharmonie
Европа Филармония (нем. Europa Philharmonie) — симфонический оркестр, в составе которого представители стран Европейского Союза, а также музыканты из разных стран мира, проживающих в  Европе. 
Оркестр имеет свою штаб-квартиру в земле Баден-Вюртемберг, Германия. Ответственность за Оркестр несёт "Общество поддержки Европа Филармонии". Основатель и главный дирижёр - Райнхард Зеехафер.
Консультирует оркестр Художественный Совет, состоящий из его членов, благотворительно представляющих свои страны в целях подедержки связей с конкретными странами и передачи опыта и традиций.

## История
Идея создания ЕВРОПА ФИЛАРМОНИИ возникла в 1996 году в городе Гёрлитц/Германия, после устранения разногласий и барьеров в объединяющейся Европе. Инициаторами этого начинания под именем "Молодая Филармония Европы" были профессор Вольф-Дитер Людвиг и главный дирижер Райнхард Зеехафер. Дебютный концерт, где была исполнена 2-я Симфонией Малера "Воскресение" под управлением Райнхарда Зеехафера и при поддержке Фонда "Kreisau/Krzyzova для европейского взаимопонимания", состоялся в том же году с прямым эфиром по всей Европе из Церкви Святого Петра в Гёрлитце по каналу "3sat". С 1998 года, уже как "Европа Филармония",  благодаря сотрудничеству с Ферри Томашеком, оркестр регулярно являлся посланником Федеративной Республики Германия , гастролируя по всему миру.
С 1998 по 2007 резиденцией оркестра был замок Хундисбург в Саксонии-Ангальт - один из самых значительных представителей сельского Барокко в Северной Германии. С 2008 года резиденция переместилась в землю Баден-Вюртемберг.
Значение и идея Оркестра во имя взаимопонимания в объединённой Европе нашли своё отражение в опеке и под патронажем немецких и польских президентов, председателя Немецкого Бундестага, в работе Попечительского Совета "Неделимая Европа", а также таких личностей как Лея Рабин,  профессор Курт Мазур, министр иностранных дел Ханс-Дитрих Геншер, профессор доктор Дитер Штольте.

## Концертная деятельность
- В 2002 году, по случаю тридцатилетия установления дипломатических отношений между Федеративной Республикой Германия и Китайской Народной Республикой, Оркестр посетил с концертами Шанхай, Пекин и пять других китайских городов.
- В 2004 году Оркестром впервые в истории Йемена была исполнена классическая симфоническая музыка. Концерт «Сана — культурная столица арабского мира», транслировавшийся из столицы государства на все страны Арабского мира, состоялся в Старом Городе Саны перед пятитысячной аудиторией и в присутствии покровителя «Европа Филармонии» президента Бундестага Вольфганга Тирзе и министра культуры и туризма Йемена Халида Аль-Ревайшана. Дальнейшими этапами этого турне были Абу-Даби, Аджман, и Султанат Оман, где оркестр принял участие в традиционном новогоднем концерте.
- Концерт «Добро пожаловать в Европу» в столице Кипра Никосии состоялся в 2004 году и был приурочен к предстоящему вступлению Кипра в Европейский Союз и транслировался в прямом эфире различными телеканалами.
- В качестве Посла Федеративной Республики Германии, оркестр совершил в 2005 году турне, посвящённое 60-й Годовщине окончания Второй Мировой Войны. Выступления состоялись по местам массовых убийств на территории Греции: Кефалония, Афины, Крит.
- На «Рождественском Концерте» в 2005 году в Анталии (Турция) Оркестр получил награду за его вклад в культурное сближение между народами.

## Текущие инициативы
- "Занимательное образование и музыка" для учащихся и стажеров под эгидой профессора д-ра Клауса Хипп.
- "Европe нужна молодежь" для школьников Германии, Швейцарии и Франции.
- "Культурные устои для будущих поколений" с проектами в области климата и окружающей среды.